# Michele Stefano Conte de Rossi
Michele Stefano de Rossi (30 de octubre de 1834, Roma – 23 de octubre de 1898, Rocca di Papa) fue un geofísico y sismólogo italiano. Era hermano menor del arqueólogo Giovanni Battista de Rossi (1822–1894).
Recibió su educación en la Universidad de Roma La Sapienza, y durante su carrera posterior realizó investigaciones en los campos de la arqueología, paleontología, geología, vulcanología y sismología. Estudió la topografía de catacumbas, y colaboró con su hermano en La Roma sotterranea cristiana (1864–1877).
En los 1870s desarrolló una escala sísmica, para reflejar niveles variables de intensidad de terremoto. Mientras tanto, en Suiza, independiente de Rossi, el limnólogo François-Alphonse Forel (1841–1912) creó una escala sísmica similar. Cuando los dos científicos se dieron cuenta del trabajo del otro, realizaron un esfuerzo combinado, resultando en la escala Rossi-Forel para determinar la intensidad de los terremotos.
En 1874, fundó el Bullettino del Vulcanismo Italiano, una revista dedicada al estudio de volcanes y sismos.

## Obras

### Algunas publicaciones
- Dell'ampiezza delle romane catacombe e d'una machina icnografica ed ortografica per rilevarne le piante ed i livelli, 1860

- Scoperte paleoetnologiche in Castel Ceriolo presso Alessandria, 1868

- Nuove scoperte nella necropoli arcaica Albana e l'aes grave fra le rocce vulcaniche laziali, 1871

- "Autosismografo orario ed economico inventato e descritto dal Prof. Michele Stefano De Rossi", en Bullettino del Vulcanismo Italiano, año I (1874), p. 141–148. Roma 1874.

- "Relazione sulle norme e sugli istrumenti economici per le osservazioni microsismiche proposti dal P.T. Bertelli e da M.S.de Rossi", en Atti della Pontificia Accademia dei Nuovi Lincei, año XXVIII (1875). Roma 1875.

- "Annotazioni sullo stato odierno delle ricerche microsismiche", en Bullettino del Vulcanismo Italiano, v. II (1875), p. 122–126. Roma 1875.

- "Primi risultati delle osservazioni fatte in Roma ed in Rocca di Papa sulle oscillazioni microscopiche dei pendoli, Esperienze e ragionamenti", en Atti della Pontificia Accademia dei Nuovi Lincei, año XXVIII (1874-1875). Roma 1875.

- "Microsismografo ossia istromento autografico per registrare le osservazioni dei movimenti microscopici del suolo", en Atti della Pontificia Accademia de' Nuovi Lincei, año  XXIX, (1875-76) p. 420. Roma 1876.

- "Discussione sopra le conclusioni di un articolo del Ch. Prof. P. Monte di Livorno, intitolato Considerazioni sui sismometri", en "Atti della Pontificia Accademia dei Nuovi Lincei", año XXIX, ses. II. Roma 1876.

- "Il microfono nella meteorologia endogena, Studi ed esperienze", en "Bullettino del Vulcanismo Italiano", año (1878), fasc. VII-VIII, p. 99–120. Roma 1878.

- "Altri risultati ottenuti sullo studio delle correnti elettriche telluriche", en "Atti della Pontificia Accademia de' Nuovi Lincei", año XXXII, (1878-79), p. 365. Roma 1879.

- "La meteorologia endogena", 1879–82

- "Presentazione di un istrumento sismografico del P.Cecchi", en "Atti della Pontificia Accademia de' nuovi Lincei", año XXXVI, (1882-83), p. 139. Roma 1883.

- "Programma dell' Osservatorio et archivio geodinamico presso il R. Comitato geologico d'Italia con istruzioni per le osservazioni", 1883.[2][3]

- "La catastrofe di Casamicciola, IV relazione dell'Osservatorio ed Archivio Centrale Geodinamico presso il R. Comitato Geologico-Fenomeni conseguenti", Roma 20 de octubre de 1883, cc.13, Archivio Centrale dello Stato, Fondo Ministero Agricoltura, Industria e Commercio, Direzione Generale dell'Agricoltura, V versamento, busta 539, fasc. 317.

- "Relazione a S.E. il ministro di agricoltura, industria e commercio del direttore dell'archivio geodinamico, sui terremoti del febbraio 1887", apéndice, en "Bullettino del Vulcanismo Italiano", año XIV (1887) p. 10–17. Roma 1887.

- "Nuove distribuzioni ed accoppiamenti dati agli avvisatori sismici più usati e nuovo apparecchio registratore", en "Bullettino del Vulcanismo Italiano", año XIV (1887) p. 41–45. Roma 1887.

- "Nuove discussioni sul valore delle indicazioni del tromometro", en "Bullettino del Vulcanismo Italiano", años XV-XVI (1888-89) p. 65–70. Roma 1889.

- "Sull'invenzione del microfono", in "Atti della Pontificia Accademia dei Nuovi Lincei", año XLII, sess.I (1888-89). Roma 1889.

- "Presentazione di una nota del P. Egidi sul pendolo microsismico ed osservazioni sulla medesima", en "Atti della Pontificia Accademia dei Nuovi Lincei", año XLIII, ses. IV, 16 de marzo de 1890. Roma 1890.

- "Sopra una straordinaria agiatazione microsismica", en "Atti della Pontificia Accademia de' Nuovi Lincei", año XLIV, (1890-91) p. 47. Roma 1891.

- "Sullo scoppio della polveriera di Monteverde come esperimento di sismologia", en "Atti della Pontificia Accademia de' Nuovi Lincei", año XLVI, (1890-91) p. 192. Roma 1891.

- "Nuovo apparecchio per le osservazioni sulle vibrazioni celeri del suolo da appellarsi "sismofono" in "Atti della Pontificia Accademia de' Nuovi Lincei", año XLV, ses. I (1891). Roma 1892.

- "Rivelazioni dei terremoti lontani fatte dai tromometri", en Atti della Pontificia Accademia de' Nuovi Lincei, año XLVI, (1892-93), p. 132. Roma 1893